# Waggis

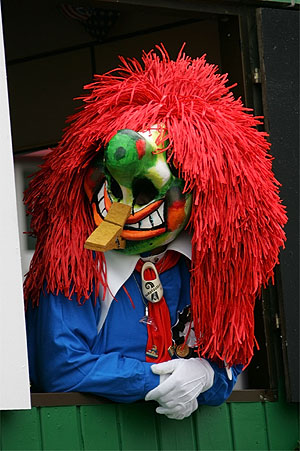
Un Waggis lors du carnaval de Bâle en 2005

Le Waggis (en suisse allemand Wackes) est une figure traditionnelle bâloise et mulhousienne servant à caricaturer les paysans du Haut-Rhin alsaciens.

## Historique
La première mention de Waggis remonte à 1870. Il désigne alors familièrement les Alsaciens travaillant dans la ville de Bâle et qui, ne pouvant ramener leur salaire chez eux, avaient la réputation de boire sur place une bonne partie de leur argent.
De nos jours, cette figure est utilisée lors du carnaval de Bâle, du carnaval de Mulhouse ainsi que dans d'autres carnavals plus modestes (Guewenheim, Riedisheim, etc.), où le Waggis est représenté sous le costume traditionnel des agriculteurs alsaciens : chemise bleue, pantalon blanc, foulard rouge, col blanc, sabots de bois et, parfois, un béret. Il porte comme accessoires la cocarde tricolore française à l'occasion accompagnée de légumes, voire un os. Le masque du Waggis se reconnaît grâce à son grand sourire laissant apparaître une denture imposante, mais aussi par sa chevelure importante et ébouriffée, souvent de couleur jaune paille. Cependant, l'élément le plus visible reste le nez, énorme et de couleur rouge, rappel de la réputation de bons vivants[évasif] des Waggis.

## Sources
1. ↑  (de) Rudolf Suter, Baseldeutsch-Wörterbuch, Bâle, 1984

- (de) Cet article est partiellement ou en totalité issu de l’article de Wikipédia en allemand intitulé « Waggis » (voir la liste des auteurs).